# Condado de Lubań
Condado de Lubań (polaco: powiat lubański) é um powiat (condado) da Polónia, na voivodia de Baixa Silésia. A sede do condado é a cidade de Lubań. Estende-se por uma área de 428,19 km², com 57.176 habitantes, segundo os censos de 2005, com uma densidade 133,53 hab/km².

## Divisões administrativas
O condado possui:
Comunas urbanas: Lubań, Świeradów-Zdrój
Comunas urbana-rurais: Leśna, Olszyna
Comunas rurais: Lubań, Platerówka, Siekierczyn
Cidades: Lubań, Świeradów-Zdrój, Leśna, Olszyna

## Demografia
População (dados de 30 de Junho de 2005):
|          | Total   | Total | Mulheres | Mulheres | Homens  | Homens |
| -------- | ------- | ----- | -------- | -------- | ------- | ------ |
|          | pessoas | %     | pessoas  | %        | pessoas | %      |
| Total    | 57 176  | 100   | 29 642   | 51,8     | 27 534  | 48,2   |
| Cidades  | 36 307  | 100   | 19 043   | 52,4     | 17 264  | 47,6   |
| Povoados | 20 869  | 100   | 10 599   | 50,8     | 10 270  | 49,2   |